# Железничка станица Спуж
Железничка станица Спуж је једна од железничких станица на прузи Подгорица—Никшић. Налази се насељу Спуж у општини Даниловград. Пруга се наставља у једном смеру ка Даниловграду и у другом према Подгорици. Железничка станица Спуж састоји се из 3 колосека.